# Lester Halbert Germer
Lester Halbert Germer (Chicago, 10. listopada 1896. – Gardiner, New York, 3. listopada 1971.), američki fizičar. Doktorirao (1927.) na Sveučilištu Columbia u New Yorku. Radio u Laboratorijima Bell Telephone u New Yorku (od 1917.). S pomoću elektronskih snopova proučavao je strukture površina, pridonio je razvoju elektronskog mikroskopa. U suradnji s C. J. Davissonom otkrio ogib elektrona na kristalu nikla (1927.) i tim je pokusom prvi put potvrđena hipoteza L. de Broglia o valnim svojstvima čestica.

## Dualizam
Dualizam (novolatinski dualismus, prema latinskom dualis: dvojan, dvostruk), u fizici, je fizikalno svojstvo elektromagnetskog zračenja (foton) i osnovnih čestica tvari da pokazuju i valna i čestična svojstva, ovisno o okolnostima. Kada se elektromagnetsko zračenje širi prostorom, javljaju se ogib (difrakcija) i interferencija, što je dokaz da ima valna svojstva. Kada elektromagnetsko zračenje međudjeluje s elektronima iz tvari pri fotoelektričnom učinku, ono se ponaša poput roja sićušnih nedjeljivih čestica, grudica energije koje se zovu fotoni. Dakle, u jednim okolnostima (međudjelovanje s elektronima u metalu) elektromagnetsko zračenje ponaša se kao roj čestica, a u drugim okolnostima (širenje prostorom) kao val. L. de Broglie iznio je 1923. hipotezu da se analogno tomu ponašaju i čestice tvari, kao na primjer elektroni. Snop elektrona pri međudjelovanju s tvari na koju nalijeće ponaša se kao roj čestica, ali kada se taj snop širi prostorom, on pokazuje valna svojstva. Poslije je pokusima dokazano da se za snop elektrona dobivaju pojave ogiba i interferencije, to jest da pri širenju zaista pokazuje valna svojstva. Zato se u kvantnoj fizici česticama pridružuju matematičke funkcije (valne funkcije), koje su rješenja određene valne jednadžbe (Schrödingerova jednadžba).
Godine 1924., francuski fizičar i nobelovac L. de Broglie postavio je tezu o dualnosti materije. Prema toj tezi, svakoj čestici u gibanju mogao se pridružiti val, te je time svaka čestica imala i valna i čestična svojstva u isto vrijeme. Dokazivanje te teze nije bilo lako, no C. J. Davisson je 1927., dok je radio u Bell Labsu, zajedno s L. Germerom uspio pokusima izvesti difrakciju elektrona na površini kristala nikla. Taj slavni Davisson-Germerov pokus potvrdio je de Broglievu tezu i dokazao da čestice doista imaju i valna svojstva jer je pojava ogiba ili difrakcije svojstvena pojava za valove. Neovisnu o Davissonu, Britanac George Paget Thomson je u isto vrijeme uspio izvesti isti pokus i tako i sam dokazao de Broglievu tezu. Zbog tog doprinosa i dokazivanja te teze, Davisson je, zajedno s Thomsonom, podijelio Nobelovu nagradu za fiziku 1937.